# Пушкарёв, Андрей Валерьевич
Андрей Валерьевич Пушкарёв (15 марта 1985) — российский и казахстанский футболист, защитник. Мастер спорта Республики Казахстан. В 2001 году вызывался в состав юношеской сборной России.

## Карьера

### Игровая
Играть начал в СДЮШОР «Смена», под руководством заслуженного тренера России Г. Ф. Ермакова, окончил школу в 2002 году.
В 2001—2002 годах провёл за дубль «Зенита» 8 игр, в 2003 году — 11 игр за «Зенит-2».
В 2004—2005 годах играл в клубах «Краснодар-2000», «Петротрест», провёл один матч за белорусский «Нафтан».
В 2006 году выступал в казахстанском «Окжетпесе», в следующем сезоне перешёл в «Актобе», в составе которого стал чемпионом, обладателем Кубка и Суперкубка Казахстана. В 2008 году из-за разногласий по поводу контракта не провёл ни одного матча.
По возвращении в Россию за три года провёл всего 24 матча в четырёх клубах второго дивизиона: в "Роторе в 2009 году, в «Горняке» (г. Учалы) и в «Сахалине» в 2010 году, а также в «Тюмени» с 2011 по 2012 год.
В соревнованиях любителей играл в командах петербургской «Спортинг-лиги», с 2012 года — в клубе, участвовавшем в первенстве ЛФК — «Тревис и ВВК»

### Тренерская
Имеет тренерскую лицензию по футболу категории «С».
С 2017 года тренер ДЮФК «Звезда» (Санкт-Петербург) и помощник главного тренера команды «Звезда-м (СПб)». В январе 2021 года стал главным тренером молодёжных состава. Также с 2021 года возглавляет фарм-клуб «Звезда-2», выступающий в Чемпионате Санкт-Петербурга.

## Личная жизнь
Холост, детей нет.
Окончил НГУ им. П. Ф. Лесгафта в 2008 году.

## Достижения
- Чемпион Казахстана (1): 2007
- Обладатель Кубка Казахстана (1): 2007
- Обладатель Суперкубка Казахстана (1): 2007
- Победитель финального этапа III дивизиона (1):2016
- Серебряный призёр финального этапа III дивизиона (1): 2015
- Чемпион III дивизиона (4) 2012/13, 2013, 2015, 2016
- Серебряный призёр III дивизиона (1): 2014
- Бронзовый призёр III дивизиона (1): 2011/12
- Победитель межрегионального раунда Кубка России МРО «Северо-Запад» (3): 2012/13, 2015, 2016
- Обладатель Кубка Чемпионов МРО «Северо-Запад» (1): 2015
- Победитель XV Зимнего турнира МРО «Северо-Запад» на призы Полномочного представителя Президента РФ (1): 2014
- Чемпион Санкт-Петербурга (6): 2012, 2013, 2014, 2015, 2016, 2017
- Обладатель Кубка Санкт-Петербурга (3): 2012, 2014, 2015
- Обладатель Суперкубка Санкт-Петербурга (4): 2014, 2015, 2016, 2017
- Обладатель Кубка Nova Arena (1): 2017